# Bisse de Lentine
Le Bisse de Lentine est un bisse en Valais, au-dessus de Sion. Il prend sa source dans la Sionne sur la commune de Savièse. Le bisse a été construit en 1862. Il permet aujourd'hui encore d'irriguer des vignes. Un sentier de randonnée permet de suivre le bisse,.

## Géographie
- Départ : Drône (Savièse), 776 m.
- Arrivée : Lac de Mont d'Orge, 649 m.
- Longueur : 4 kilomètres.